# Logotip BMW
Ko je Franz Jozef Popp ustanovil in nato preimenoval podjetje v Bayerische Motoren Werke, so istega leta tudi blagovno znamko BMW uradno registrirali. Za logotip podjetja so si zamislili krog, ki bo imel v zunanjem obroču zapisano ime podjetja (BMW), sredino pa so zapolnili s kvadranti v barvah Svobodne dežele Bavarske. Modra in bela kvadranta so zaradi prepovedi uporabe nacionalnih simbolov v komercialne namene v logotipu postavili v obratnem zaporedju, kot so bili v simbolu dežele. Osnovni simbol izvira iz logotipa firme Rapp Motoren Werke, ki je bila predhodnica BMW. Znak je podoben, le da je imel Rapp v sredini namesto bavarskih barv, črnega šahovskega konja, ki je simboliziral vranca (»der Rappe«).
Zmotno je torej prepričanje, da BMW logotip ponazarja vrteči se letalski propeler, saj ta ni imel ničesar pri nastanku znaka. Ideja o povezavi med znakom in letalskim propelerjem izhaja iz reklame, ki so jo l.1929, na začetku velike gospodarske krize, izdelali pri BMW-ju. Takrat so namreč pridobili licenco za izdelovanje Pratt & Whitneyjevih radialnih letalskih motorjev in so želeli z reklamo, v kateri je imelo letalo na mestu propelerja že uveljavljen BMW-jev logotip, povečati prodajo svojih letalskih motorjev. Znak je bil skozi svoje »odraščanje« deležen nekaterih korektur, ki so bile posledica prilagajanja zakonodaji in standardizacije, vendar pa se znak iz l.1917 bistveno ne razlikuje od današnjega.